# Organe X
L'organe X appelé auparavant organe de Hanström désigne un îlot de cellules neuro-endocriniennes situées dans le pédoncule oculaire des crustacés secrétant l'hormone inhibitrice de la mue.

## Fonction
L'organe X ou organe de Hanström est un îlot de cellules neuro-endocriniennes situées dans le pédoncule oculaire des crustacés, plus exactement dans la medulla terminalis. C'est le lieu de synthèse de plusieurs hormones et intervient dans les neurosécrétions. 

## Hormones
- hormone inhibitrice de la mue (Molt Inhibiting Hormon, ou MIH)[4].
- hormone hyperglycémique crustacée (crustacean hyperglycemic hormone ou cHH)[5]

Les axones qui sécrètent ces hormones les déversent dans l'organe neurohémal, la glande du sinus.